# イスラエル・リガルディー
イスラエル・リガルディー（Israel Regardie, 1907年11月17日 - 1985年3月10日）は、20世紀アメリカのオカルティスト、儀式魔術師である。1930年代頃からフランシスを名乗り、フランシス・イスラエル・リガルディー博士 (Dr. "Francis" Israel Regardie) とも称される。

## 概説
1907年、イズレエル・レガディー (Israel Regudy) としてロンドンに生まれる。両親は貧しいロシア系ユダヤ移民であった。第一次世界大戦中、兄が軍へ入隊する際に事務処理のミスで姓が Regardie （英語読みでレガーディー、フランス語読みでルガルディー) と名簿に記され、その家族も何らかの理由で同じレガーディーに改名した。1921年、一家はアメリカに移住した。
1928年、アレイスター・クロウリーに弟子入りするためフランスに渡り、パリに滞在中のクロウリーの無給秘書を務めた。4年後の1932年に『生命の樹』を出版し、これが元でクロウリーと決別した。1934年、ディオン・フォーチュンの紹介で黄金の夜明け団分派「暁の星」に参入した。1937年から1940年にかけて『黄金の夜明け』全4巻を出版し、これによって黄金の夜明け団の秘儀が公開されることとなった。
1937年にアメリカに帰国し、ニューヨークでカイロプラクティックを学んだ。第二次世界大戦従軍後、心理学の学位を取得、1947年にロサンゼルスに移住し、カイロプラクター兼心理療法士として開業した。ヴィルヘルム・ライヒなどとも付き合いがあった。晩年はアリゾナ州に住み、カリフォルニア州の新しい世代の魔術師たちと交流した。